# Maria Goubau
Maria Goubau (Antwerpen, gedoopt 9 februari 1614 - Kruibeke, 2 januari 1686) was de stichtster van het Onze-Lieve-Vrouw Visitatieklooster in Kruibeke, dat instond voor het onderwijs van kinderen en de verzorging van armen en zieken.

## Levensloop
Goubau was het zesde kind van Jan Goubau en stamde af uit de rijke koopmansfamilie Goubau. Ze vestigde zich in 1676 in Kruibeke, maar was geen onbekende in het dorp. Haar familie had er een buitenverblijf en verschillende gronden. Het gezin bracht regelmatig tijd door in Kruibeke, ging er naar de kerk en schonk onder andere een glasraam aan de parochie.  

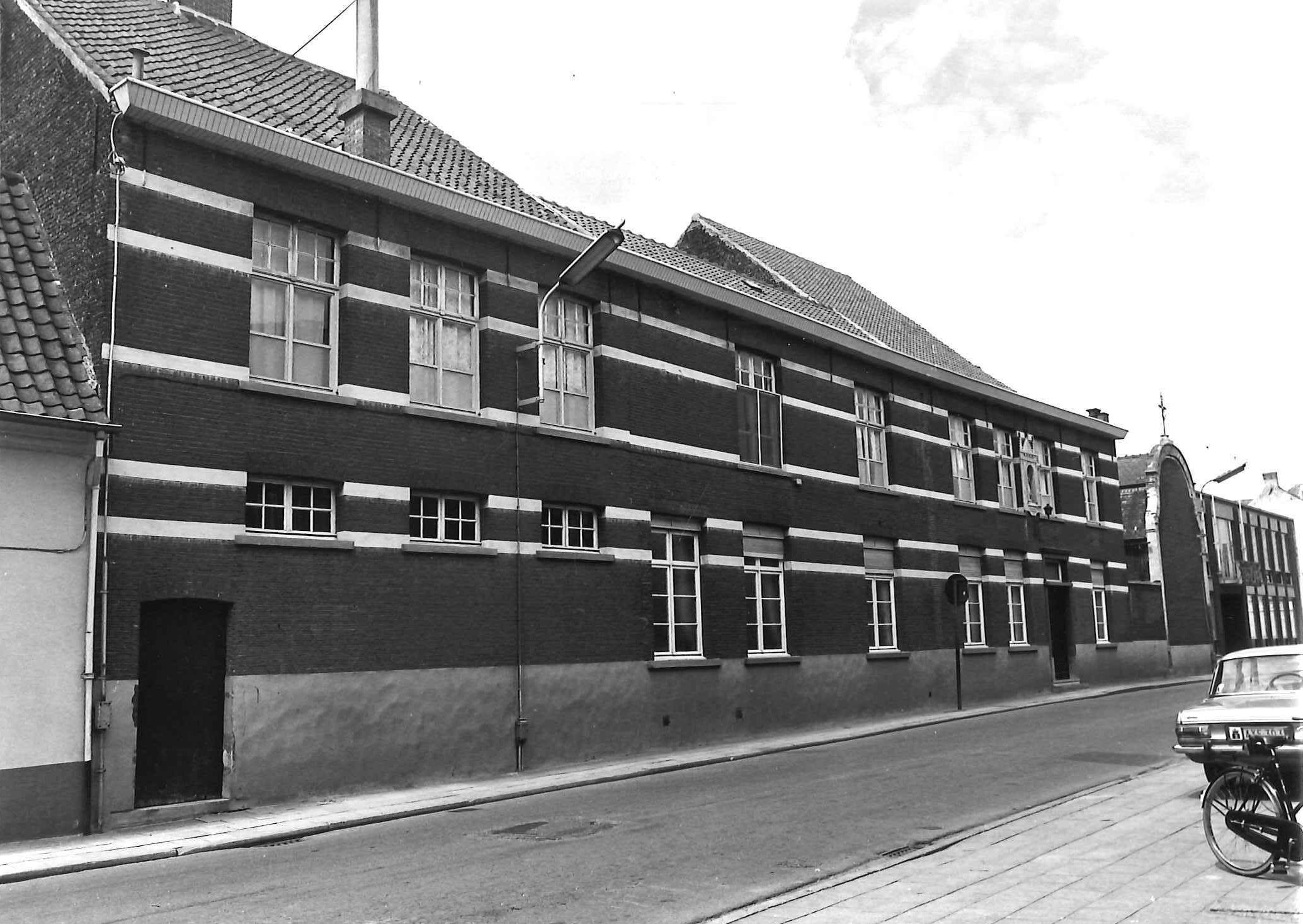
Schaliënhuis Kruibeke

In 1676 werd het Schaliënhuis officieel aangekocht door pastoor Antonius van Daele voor 2.800 gulden, met de bedoeling er een gemeenschap van geestelijke dochters onder te brengen. Sommige bronnen beweren echter dat de pastoor deze som niet zelf had kunnen betalen, en dat Maria de aankoop financierde. Na de officiële aankoop betaalde Maria wel openlijk alle verbouwingen en uitbreidingen om van het Schaliënhuis een klooster te maken. 
Goubau was overste van de gemeenschap van geestelijke dochters, maar trad zelf nooit toe. Samen zetten ze zich in voor armen, zieken en kinderen, zonder enige vergoeding te accepteren. Hun inkomsten haalden ze uit naai-en kantwerk. Ze overleed in 1686 op 72-jarige leeftijd en werd begraven in de parochiekerk van Kruibeke. In de jaren voor haar dood schonk ze verschillende gronden en gebouwen aan het klooster. 

### Na haar dood
Twee jaar na haar overlijden verkocht de pastoor alle gebouwen en gronden die hij hoogstwaarschijnlijk met Maria’s geld had verworven, aan het klooster. De koopprijs bedroeg officieel 11.500 gulden maar de pastoor verklaarde deze som geld al te hebben ontvangen via de huur die de geestelijke dochters voor het Schaliënhuis betaalden. Ook stonden alle huizen en landerijen al van bij de aankoop in het goederenregister van de geestelijke dochters ingeschreven als eigendom, het ging dus hoogstwaarschijnlijk over een schijnverkoop.
Tijdens de Franse periode werden de zusters uit het klooster verdreven, maar bij hun terugkeer stichtten ze een school die vandaag de dag nog steeds met de oude kloostergebouwen verbonden is en dezelfde naam draagt. De zusters zelf zitten nu niet meer in de kloostergebouwen, ze verhuisden in 1955 naar Wachtebeke. De kloostergebouwen worden nu beheerd door de Onze-Lieve-Vrouwschool en zijn in 2011 erkend als beschermd monument.